# Мутыягун
Мутыягун (устар. Мута-Ягун) — река в России, протекает на территории Пуровского района Ямало-Ненецкого автономного округа. Начинается в болотах к северу от озера Мутылор. Устье реки находится в 78 км от устья по левому берегу реки Янгъягун на высоте 108,4 метра над уровнем моря. Длина реки составляет 11 км. Протекает по берёзово-кедровой тайге, в низовьях по левому берегу встречается ель.

## Хозяйственное освоение
В верховьях реки между её истоком и истоком Янгъягуна расположен участок Южно-Соимлорского нефтегазового месторождения.

## Данные водного реестра
По данным государственного водного реестра России относится к Нижнеобскому бассейновому округу, водохозяйственный участок реки — Пур. Речной бассейн реки — Пур.
Код объекта в государственном водном реестре — 15040000112115300054878.